# LEO (우주선)
LEO(독일어: Lunarer Erkundungsorbiter; 영어: Lunar Exploration Orbiter→달 탐사 궤도선)는 독일 항공우주 센터(DLR)에서 2007년 3월에 발표했던 독일의 달 탐사선으로, 같은 해 8월에는 유럽 과학자 협회인 Europlanet에서 프로젝트가 발표되었다. 하지만 2009년도부터 예산이 배정되지 않아 프로젝트의 진행이 무기한 연기되었다.
게르하르트 노이쿰, 랄프 야우만 등 많은 유명 인사들은 독일의 계획 중단 조치를 비난했으며, 속히 탐사선 개발이 재개되어야 한다고 주장했다.

## 탐사
LEO는 위성 2개로 이루어지며, 주 위성과 보조 위성의 무게는 각각 500 kg, 150 kg이었다. 둘 모두 4년 동안 고도 50 km인 달 저궤도에 머물 예정이었다.
4년에 걸친 달 탐사 기간 동안 달 표면 전체를 분석하고 지도화하는데, 미래에 연구나 채굴 가능성이 높은 지역을 찾기 위해 3차원 컬러 지도를 작성할 계획이었다. 촬영용 고해상도 스테레오 카메라는 2003년 마스 익스프레스에 사용된 카메라와 비슷하다. 카메라는 EADS 아스트리움이 제작하며, 달의 자기장·중력장, 표면 근처 지하를 측정하기 위해 레이다도 탑재될 예정이었다. 스펙트럼 분광기를 통해 물의 흔적을 찾는 보조 임무도 계획되어 있었다.
협력 회사는 EADS 아스트리움과 OHB로 예정되어 있었다.

## 계획 취소
계획의 상세 내역이 2008년 초에 공개되었으며, 프로젝트 비용은 탐사선 제작, 발사, 운용 등을 모두 합해 5년간 약 3억 5천 유로(약 460억 원)가 필요한 것으로 추산되었다. 투자 책임 기관은 당초에는 독일 연구부였으나, 이후 부서 조정으로 독일 연방정부 경제기술부로 넘어갔다.
하지만 2008년 7월, 프로젝트가 사실상 취소되었다. 독일의 1차 메르켈 내각은 2009년 예산 산정 당시 우주 개발 예산을 증액했지만, 예산 대부분이 DLR 오베르파펜호펜 로봇 센터로 들어갔으며, 예산 통합 과정에서 LEO 예산은 한 푼도 배정받지 못하였다.
독일 지질학계의 유명 과학자인 게르하르트 노이쿰, 랄프 야우만, 틸만 슈폰은 LEO 탐사선 계획이 무기한으로 연기된 것에 대해 비난했고, 조속히 계획을 재추진할 것을 요구하였다. 이들은 일본, 중국, 인도 등 신흥 우주 개발 국가들이 독일을 추월할 가능성이 있다는 사실을 부각시켰다.